# Xanthoparmelia protoquintaria
Xanthoparmelia protoquintaria är en lavart som beskrevs av Hale. Xanthoparmelia protoquintaria ingår i släktet Xanthoparmelia och familjen Parmeliaceae.   Inga underarter finns listade i Catalogue of Life.